# Mercedes Taboada
Mercedes Taboada (nacida el 20 de marzo de 1995 en Villa Devoto, Argentina) es una jugadora argentina de hockey sobre césped, integrante de la selección sub-21 de Buenos Aires, y jugadora de Gimnasia y Esgrima de Buenos Aires (ARG). En abril de 2015 firmó contrato con Reves (marca de indumentaria especializada en hockey) y pasó a formar parte del Team Reves.

## Ámbito deportivo
Se formó deportivamente en el club Gimnasia y Esgrima de Buenos Aires (GEBA) en donde forma parte del plantel de primera división.
Debutó en la primera división de su club en 2012 con tan solo 16 años. Desde ese momento, ha formado parte del plantel habiendo conseguido tres títulos: el Torneo Metropolitano 2012, el Torneo Metropolitano 2013, la Copa de Honor 2014 y la Copa de Honor 2016.
En el 2009, con 14 años, fue convocada a integrar la selección Sub-14 de Buenos Aires en donde obtuvo su primer título, consagrándose campeona del Torneo Argentino Sub-14. Durante los siguientes años continuó vistiendo la camiseta del seleccionado de Buenos Aires, formando parte del plantel Sub-16 y Sub-18.
En el 2014, con 18 años, fue convocada a formar parte de Las Leoncitas, el seleccionado Sub-21 de Argentina, con el cual logró consagrarse campeona de la Copa Patagonia 2014. En ese mismo año, ya con 19 años, volvió a ser parte del plantel Sub-21 del Seleccionado de Buenos Aires en donde lograron obtener el título del Torneo Argentino Sub-21.
En el 2016, con 20 años, volvió a formar parte del seleccionado Sub-21 de Argentina (Las Leoncitas), consagrándose campeona de la copa Patagonia 2016, logrando el bicampeonato al ganar la copa Patagonia durante dos ediciones consecutivas (2014 y 2016). Ese mismo año, ya con 21 años de edad, formó parte nuevamente del Seleccionado de Buenos Aires Sub-21 en donde lograron consagrarse campeonas del Torneo Argentino Sub-21.

## Títulos

### Selección nacional sub-21 (Las Leoncitas)
- 2014 - Campeona de la Copa Patagonia.
- 2016 - Campeona de la Copa Patagonia.

### Selección de Buenos Aires Sub-21
- 2014 - Campeona del Torneo Argentino Sub-21.
- 2016 - Campeona del Torneo Argentino Sub-21.

### Selección de Buenos Aires Sub-14
- 2009 - Campeona del Torneo Argentino Sub-14.

### Clubes
- 2012 - Campeona del Torneo Metropolitano Femenino (GEBA).
- 2013 - Campeona del Torneo Metropolitano Femenino (GEBA).
- 2014 - Campeona de la copa de Honor (GEBA).
- 2016 - Campeona de la copa de Honor (GEBA).
- 2017 - Campeona del Torneo Metropolitano Femenino (GEBA).
- 2018 - Campeona del Campeonato Argentino de Clubes (GEBA).

## Premios y distinciones
- 2012 - Mérito deportivo (Oscar Vinue).
- 2012 - A la proyección (Ricardo C Aldao).[12]